# Син Гасконі (фільм)
«Син Гасконі» (фр. Le Fils de Gascogne) — фільм французького кінорежисера Паскаля Об'є.

## Сюжет
Хлопчик чує, що його батько може досі бути живим і він відправляється на його пошуки. Він буває у всіх друзів, колег, знайомих батька. Одночасно хлопчик шукає свій шлях у житті.

## Актори
- Жан-Клод Дрейфус (фр. Jean-Claude Dreyfus) — Маріко Гарціані
- Грегорі Колін (фр. Grégoire Colin) — Харві
- Дінара Друкарова (фр. Dinara Drukarova) — Дінара
- Паскаль Боніцер (фр. Pascal Bonitzer) — Хіблен
- Жерар Черкі (фр. Gerard Cherqui) — Адам
- Ніно Лапіашвілі (фр. Nino Lapiashvili) — Лейла
- Bambie Le Fleur
- П'є-Франсуа Пісторіо (фр. Pierre-François Pistorio)
- Ласло Сабо (фр. László Szabó) — грає самого себе
- Отар Іоселіані (фр. Otar Iosseliani) — грає самого себе
- Олександра Стюарт (фр. Alexandra Stewart) — грає самого себе
- Річард Лікок (фр. Richard Leacock) — грає самого себе
- Валері Лалонд (фр. Valérie Lalonde) — грає самого себе
- Антуан Робло (фр. Antoine Roblot) — грає самого себе
- Жан-Клод Бріалі (фр. Jean-Claude Brialy) — грає самого себе
- Маріанна Епін (фр. Marianne Epin)
- Гілдас Бурдет (фр. Gildas Bourdet)
- Фредерік Шарбонно (фр. Frédérique Charbonneau)
- П'єр де Шевільі (фр. Pierre De Chevilly) — грає самого себе
- Рене Б'яджі (фр. René Biaggi)
- Жан-Ноель Пік'ю (фр. Jean-Noël Picq) — грає самого себе
- Шанталь Бароін (фр. Chantal Baroin) — грає самого себе
- Марі-Франс Піз'є (фр. Marie-France Pisier) — грає саму себе
- Бернадетт Лафон (фр. Bernadette Lafont) — грає самого себе
- Ів Афонсо (фр. Yves Afonso) — грає самого себе
- Марія Меріль (фр. Macha Méril) — грає саму себе
- Жан Бенгігі (фр. Jean Benguigui) — грає самого себе
- Анемона (фр. Anémone) — грає самого себе
- Патріс Леконт (фр. Patrice Leconte) — грає самого себе
- Jezabel Carpi — грає самого себе
- Стефан Одран (фр. Stéphane Audran) — грає саму себе
- Бюль Ож'є (фр. Bulle Ogier) — грає самого себе
- Оливія Брюно (фр. Olivia Brunaux) — грає самого себе
- Iliana Lolitch — грає самого себе
- Саша Брфке (фр. Sacha Briquet) — грає самого себе
- Марина Владі (фр. Marina Vlady) — грає самого себе
- Мішель Девілль (фр. Michel Deville) — грає самого себе
- Цві Мільштейн (фр. Zwy Milshtein) — грає самого себе
- Розін Янг (фр. Rosine Young) — грає саму себе
- Стефан Фрейсс (фр. Stéphane Freiss) — грає самого себе
- Бернард Ейженшитц (фр. Bernard Eisenschitz) — грає самого себе
- Клод Шаброль (фр. Claude Chabrol) — грає самого себе
- Аделе Карассо (фр. Adèle Carasso) — грає самого себе
- П'єр Коттрелл (фр. Pierre Cottrell) — грає самого себе
- Жан Руш (фр. Jean Rouch) — грає самого себе
- Еліан де Латура (фр. Eliane de Latour) — грає самого себе
- Катрін Лаборд (фр. Catherine Laborde) — грає самого себе
- Ален Емері (фр. Alain Emery) — грає самого себе
- Емілі Бланшет (фр. Emilie Blanchet)
- Елоді Робе (фр. Elodie Robe)
- Charlotte Taïeb
- Altinaï Petrovitch-Niegosh
- Джастін Малль (фр. Justine Malle)
- Джулі Об'є (фр. Julie Aubier)
- Наталя Об'є (фр. Natacha Aubier)
- Lucie Bouteloup
- Давід Абашедзе (фр. David Abessadze) — Голос Грузії
- Заур Болквадзе (фр. Zaur Bolqvadze) — Голос Грузії
- Георгій Долідзе (фр. Giorgi Dolidze) — Голос Грузії
- Роберт Гоголошвілі (фр. Robert Gogolachvili) — Голос Грузії